# Синякевич Ігор Макарович
Синякевич Ігор Макарович (нар. 16 травня 1940, Березне, Україна – пом. 2017, Львів, Україна) — український лісівник, економіст, доктор економічних наук, професор, завідувач кафедри економіки і менеджменту лісових підприємств Національного лісотехнічного університету України. Академік, віце-президент Лісівничої академії наук України (ЛАНУ).

## Біографія
Синякевич Ігор Макарович народився 16 травня 1940 року в Березне Рівненської області України. У 1964 році закінчив Львівський лісотехнічний інститут (тепер — Національний лісотехнічний університет України, Львів) за спеціальністю «лісове господарство», здобувши кваліфікацію «інженер лісового господарства».
Трудову діяльність розпочав з 1966 року на посаді інженера-мисливствознавця Верховинського лісокомбінату об'єднання «Прикарпатліс». У 1966—1967 роках працював помічником таксатора в Львівській лісовпорядкувальній експедиції, в 1968 році — таксатором. З 1968 року працював у Львівському лісотехнічному інституті на посадах асистента, старшого викладача, доцента, професора, завідувача кафедри, проректора.
У 1977 році захистив дисертацію на здобуття вченого ступеня кандидата економічних наук на тему «Економічна ефективність виробництва і споживання технологічної тріски з відходів лісозаготівель і маломірної деревини від рубок догляду за лісом» у Ленінградській лісотехнічній академії ім. С. М. Кірова.
Докторська дисертація на тему «Еколого-економічні основи стимулювання комплексного лісокористування (на прикладі Української РСР)» захищена в 1990 році в Московському лісотехнічному інституті. Доктор економічних наук з 1990 року за спеціальністю 08.00.05 — економіка, організація, управління і планування народного господарства (лісозаготівельна, деревообробна, целюлозно-паперова, лісохімічна, гідролізна промисловість і лісове господарство). Вчене звання професора по кафедрі економіки лісу і організації праці в лісових комплексах присвоєно у 1991 році.
Працював на посаді завідувача кафедри економіки і менеджменту лісових підприємств Національного лісотехнічного університету України. Загальний науково-педагогічний стаж складає більше 44 роки. Викладацька діяльність пов'язана з підготовкою фахівців за спеціальностями: «Менеджмент організацій», «Економіка довкілля і природних ресурсів» Професор Синякевич І. М. викладав дисципліни — «економіка підприємства», «фінанси підприємства», «лісова політика», «економіка лісокористування».
Професор Синякевич І. М. був заступником голови спеціалізованої вченої ради в Національному лісотехнічному університеті України, спеціальність 08.00.06 — економіка природокористування та охорони навколишнього середовища.

## Наукові праці
Основні напрямки наукових досліджень професора Синякевича І. М. стосуються теоретичних основ формування ефективної екологічної і лісової політики, економічного стимулювання раціонального природокористування, екологізації суспільного розвитку. За роки наукової та педагогічної діяльності професор Синякевич І. М. видав 150 наукових праць, багато наукової, науково-популярної та навчально-методичної літератури:
- Синякевич І. М. Екологічна політика. — Львів: ЗУКЦ, 2011. — 332 с.
- Лісова політика: теорія і практика / За наукової редакції професора, доктора економічних наук Синякевича І. М. / Синякевич І. М., Соловій І. П., Врублевська О. В., Дейнека А. М., Польовський А. М. та ін.: Монографія. — Львів: Піраміда, 2008. — 612 с.
- Синякевич І. М. Інструменти екополітики: теорія і практика. — Львів: ЗУКЦ, 2003. — 188 с.
- (рос.) Синякевич И. М, Туныця Ю. Ю. Стимулирование эколого-экономической эффективности лесоиспользования. — Львов: Вища школа, 1985. — 176 с.;
- Синякевич І. М. Концепція духовного розвитку України: програма на ХХІ століття. — Львів. 2006. — 180 с.
- Синякевич І. М. Економіка галузей лісового комплексу: Підручник. — Львів: Світ, 1996. — 184 с.
- Синякевич І. М., Сенько Є. І., Огородник М. М. та ін. Менеджмент у виробничій сфері: Підручник. — Львів: ІЗМН, 1998. — 284 с.
- Синякевич І. М. Економіка лісокористування: Підручник. — Львів: ІЗМН, 2000. — 402 с.
- Синякевич І. М. Лісова політика: Підручник. — Львів: ЗУКЦ, 2005. — 223 с.

## Нагороди
- 1984 — бронзова медаль Головного комітету ВДНГ СРСР,
- 1986 — премія Міністерства освіти України за монографію «Стимулирование эколого-экономической эффективности лесопользования»[2],
- 1989 — медаль «Ветеран праці»,
- 1995 — почесне звання «Відмінник освіти України»,
- 1999 — почесне звання «Заслужений працівник народної освіти України»,
- 2009 — відзнака «За наукові досягнення».